# Anna-Kaisa Ikonen

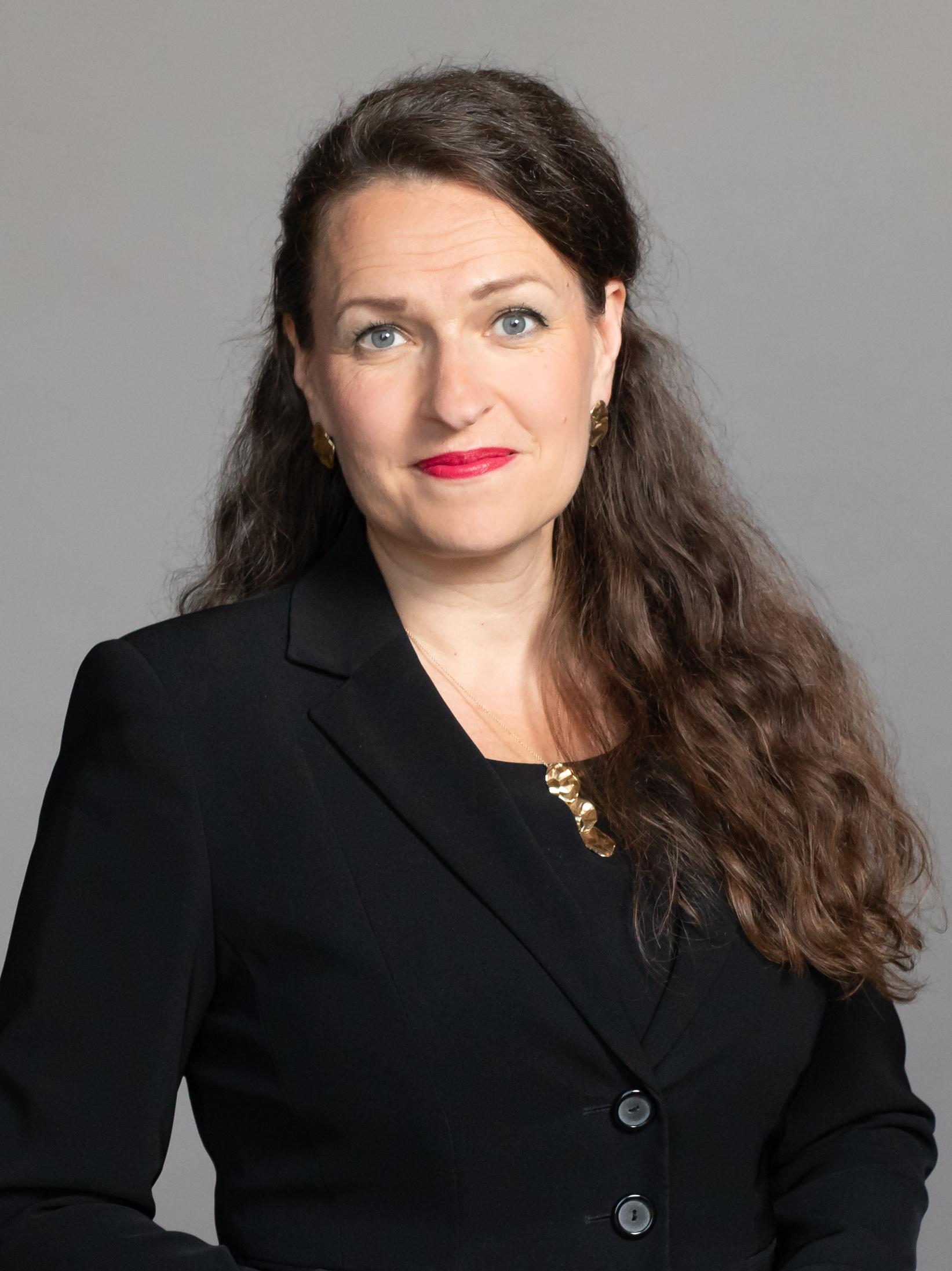
Anna-Kaisa Ikonen (2023)

Anna-Kaisa Ikonen (* 4. April 1977 in Tampere) ist eine finnische Politikerin, die derzeit im finnischen Parlament die Nationale Sammlungspartei aus dem Wahlkreis Pirkanmaa vertritt. Sie war von 2013 bis 2017 Bürgermeisterin von Tampere und gewann die Stadtratswahl 2021. Seit dem 20. Juni 2023 ist sie Ministerin für Kommunalverwaltung im Kabinett Orpo.